# Yoo Joon-sang
Yoo Joon-sang est un acteur sud-coréen né le 28 novembre 1969 à Séoul.

## Filmographie partielle

### Cinéma
- 1999 : La 6e victime de Chang Yoon-Hyun
- 2000 : Nightmare (Gawi) de Ahn Byeong-gi
- 2003 : Show Show Show de Kim Jeong-ho
- 2009 : Les Femmes de mes amis de Hong Sang-soo
- 2010 : Hahaha de Hong Sang-soo
- 2011 : Matins calmes à Séoul de Hong Sang-soo
- 2012 : In Another Country (Dans un autre pays - Da-reun na-ra-e-suh) de Hong Sang-soo
- 2013 : Haewon et les Hommes (누구의 딸도 아닌 해원) de Hong Sang-soo
- 2014 : The Target (표적) de Yoon Hong-seung : l'inspecteur Song
- 2015 : Un jour avec, un jour sans (지금은맞고그때는틀리다) de Hong Sang-soo
- 2016 : Yourself and Yours (당신 자신과 당신의 것) de Hong Sang-soo
- 2017 : Along With the Gods : Les Deux Mondes (신과함께-죄와 벌) de Kim Yong-hwa
- 2018 : Hotel by the River (강변호텔) de Hong Sang-soo
- 2022 : The Boys (소년들) de Jeong Ji-yeong : Choi Woo-seong

### Télévision
- depuis 2020 : Demon Catchers (경이로운 소문) : Ga Mo-tak